# Nachmanides
Nachmanides (hebräisch מֹשֶׁה בֶּן־נָחְמָן Mōše ben-Nāḥmān, * 1194 in Girona, Grafschaft Barcelona; † 1270 in Akko, Königreich Jerusalem), eigentlich Moses ben Nachman, bekannt auch unter dem Akronym RaMBaN (hebräisch רמב"ן, hergeleitet von Rabbi Mosche ben Nahman), war ein herausragender jüdischer Gelehrter des Mittelalters, Arzt, Philosoph und Dichter aus Katalonien.

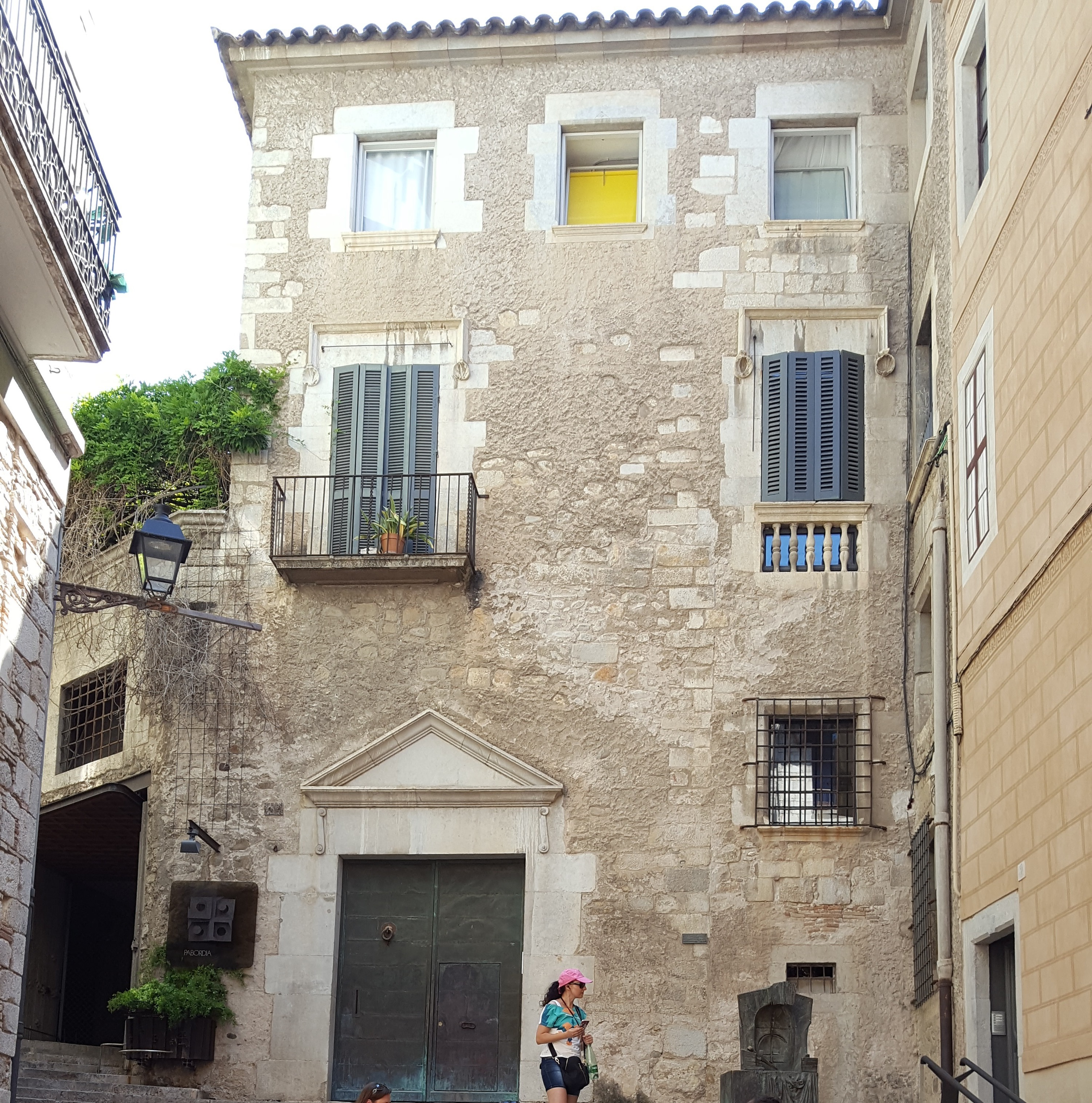
Ramban-Haus in der Altstadt von Girona, Ecke Força/Carrerero Sant Lorenç

## Leben
Rabbi Moses ben Nachman, katalanisch Bonastruc ça Porta, stammt aus einer Gelehrtenfamilie von Gerona, daher sein Beiname Rabbenu Moses Gerondi. Er war mütterlicherseits ein Nachfahre von Isaac ben Reuben Albargeloni (geboren 1043) von Barcelona und ein Cousin von Jona Gerondi. Ob der reiche Kaufmann Benveniste da Porta von Barcelona sein Bruder war, ist nicht gesichert. Nachmanides studierte jüdische Lehre, Medizin und Philosophie in Barcelona und gilt als einer der bedeutendsten jüdischen Religionsgelehrten seiner Zeit.
Von seinem Lehrer Judah ben Jakar, einem Schüler von Isaac ben Abraham von Dampierre, lernte er die Tradition der Tosafisten Nordfrankreichs kennen, von Meir ben Isaak von Trinquetaille, die Methoden der provencalischen Jeschivot. Er entwickelte sich zu einer der einflussreichsten geistlichen und politischen Persönlichkeiten des jüdischen Lebens in Katalonien. Von 1264 bis zu einer Emigration nach Eretz Israel war er als Nachfolger von Jona ben Abraham Gerondi Oberrabbiner von Katalonien.
Als in den Jahren 1230 bis 1232 der Maimonidesstreit in Montpellier erneut ausgebrochen war, versuchte Nachmanides schlichtend zu wirken. Einerseits forderte er die spanischen Gemeindevorsteher auf, nichts gegen die Maimonidesgegner der Provence zu unternehmen, anderseits versuchte er die französischen Rabbiner vom Bann der Maimonidesschriften abzuhalten. Er hatte jedoch mit seinen Bemühungen keinen Erfolg.
Aufgrund seiner Gelehrsamkeit und seines Ansehens wurde er auch vom König Jakob I. von Aragón als Ratgeber in jüdischen Angelegenheiten beigezogen. Im Jahr 1263 zwang ihn der König, an der Disputation von Barcelona (katalanisch Disputa de Barcelona) teilzunehmen und die jüdische Seite gegen den Konvertiten und christlichen Apologeten Pablo Christiani zu vertreten. Nach der Disputation, die vom 20. bis 24. Juli 1263 in Anwesenheit des Königs und von führenden Vertretern der Dominikaner und der Franziskaner stattfand, wurde Nachmanides zum Sieger erklärt. Vom Bischof von Gerona, Pere de Castellnou (1254–1279) erhielt er den Auftrag, seine Ausführungen am Streitgespräch zu dokumentieren (veröffentlicht in Sefer Ṿikuaḥ ha-Ramban). Die Dominikaner, die mit dem Ausgang des Gespräches nicht einverstanden waren, versuchten 1265 Nachmanides wegen „Beleidigung des christlichen Glaubens“ vor Gericht zu ziehen. Erst ein Brief des Papstes Clemens IV. an den König bewog Nachmanides, Katalonien zu verlassen und ins Heilige Land, dem mamlukische Palästina (arabisch بِلَاد الشَّام Bilād al-Schām ‚Land der Levante‘), auszuwandern.
Im Sommer 1267 kam er in Akkon an und begab sich noch im gleichen Jahr nach Jerusalem. In einem Brief an seinen Sohn beschrieb er den desolaten Zustand der Stadt, die sieben Jahre zuvor von den Tataren-Horden zerstört worden war. Er begann die wenigen verbliebenen Juden in einer Gemeinde zu sammeln und richtete eine Synagoge und vermutlich auch eine Jeschiwa in der Stadt ein. Berichte über seine Aktivitäten verbreiteten sich rasch, sodass wieder viele jüdische Siedler nach Jerusalem strömten. Im Jahr 1269 kehrte er nach Akkon zurück und war bis zu seinem Tode 1270 Vorsteher der dortigen Gemeinde. Wo sein Grab liegt, ist nicht gesichert. Einige glauben, er sei am Fuße des Berges Karmel begraben, andere vermuten, er sei in Haifa an der Seite von Jechiel ben Josef von Paris beerdigt worden.
Von vier seiner Nachkommen (drei Söhnen und einer Tochter) sind die Namen überliefert. Sie waren offenbar weiterhin in Spanien geblieben.

## Werk
Nachmanides entfaltete in dem um Maimonides’ Schriften entbrannten Maimonidesstreit eine vermittelnde Tätigkeit. Seine Erklärungen zur Tora und zum Buch Ijob lassen ihn als nüchtern gewandten Rabbiner erkennen, der von der Kabbala beeinflusst war.
Er ist ein Vertreter der rabbinischen Epoche der Rischonim, die sich formal von 1050 bis 1500 erstreckte.